# Parahyllisia hainanensis
Parahyllisia hainanensis är en skalbaggsart som beskrevs av Stefan von Breuning 1966. Parahyllisia hainanensis ingår i släktet Parahyllisia och familjen långhorningar. Inga underarter finns listade i Catalogue of Life.